# Тварини Червоної книги України зі статусом «Рідкісний»
Список тварин, занесених до Червоної Книги України зі статусом «Рідкісний».

## Алфавітний список

### А
| Українська назва виду   | Латинська назва виду                             | Рік  |
| ----------------------- | ------------------------------------------------ | ---- |
| Абія блискуча           | Abia nitens                                      | 1758 |
| Абія виблискуюча        | Abia fulgens Zaddach                             | 1863 |
| Амофіла сарептська      | Ammophila sareptana Kohl                         | 1884 |
| Андрена велика          | Andrena (Melandrena) magna Warncke               | 1965 |
| Андрена золотонога      | Andrena (Euandrena) chrysopus Pérez              | 1903 |
| Андрена ошатна          | Andrena (Poliandrena) ornata Morawitz            | 1866 |
| Андрена степова         | Abia nitensAndrena (Didonia) stepposa Osytshnjuk | 1977 |
| Андрена червоноплямиста | Andrena (Melandrena) stigmatica Morawitz         | 1895 |
| Аноплій самарський      | Anoplius samariensis                             | 1771 |
| Антофора коренаста      | Anthophora (Lophanthophora) robusta              | 1845 |
| Антофора чорновійчаста  | Anthophora (Lophanthophora) atricilla Eversmann  | 1852 |
| Арге Беккера            | Arge beckeri                                     | 1889 |
| Аріанта ефіопська       | Arianta aethiops                                 | 1853 |
| Архірилея чорна         | Archirilleya inopinata Silvestri                 | 1920 |
| Афаліна                 | Tursiops truncatus                               | 1821 |

### Б
| Українська назва виду            | Латинська назва виду                     | Рік  |
| -------------------------------- | ---------------------------------------- | ---- |
| Багатозв'яз гірський український | Polydesmus montanus Daday                | 1889 |
| Бичок-рись                       | Gobius bucchichi Steindachner            | 1870 |
| Бичок паганель                   | Gobius paganellus                        | 1758 |
| Бичок-каспіосома                 | Caspiosoma caspium                       | 1877 |
| Бичок пуголовка зірчаста         | Benthophilus stellatus                   | 1874 |
| Бичок пуголовочка Браунера       | Benthophiloides brauneri Beling et Iljin | 1927 |
| Бластикотома папоротева          | Blasticotoma fliceti Klug                | 1834 |
| Бражник дубовий                  | Marumba quercus                          | 1775 |
| Бражник карликовий               | Sphingonaepiopsis gorgoniades            | 1819 |
| Бражник мертва голова            | Acherontia atropos                       | 1758 |
| Бражник південний молочайний     | Hyles nicaea                             | 1798 |
| Бражник прозерпіна               | Proserpinus proserpina                   | 1772 |
| Бражник скабіозовий              | Hemaris tityus                           | 1758 |
| Бражник хорватський              | Hemaris croatica                         | 1779 |
| Бранхінекта маленька             | Branchinecta minuta                      | 1948 |
| Бранхіпус Шаффера                | Branchipus schäeferi                     | 1834 |
| Бурозубка альпійська             | Sorex alpinus                            | 1837 |

### В
| Українська назва виду       | Латинська назва виду           | Рік  |
| --------------------------- | ------------------------------ | ---- |
| Вечірниця мала              | Nyctalus leisleri              | 1817 |
| Вівсянка чорноголова        | Emberiza melanocephala Scopoli | 1769 |
| Вусач земляний Мокржецького | Dorcadion mokrzheckii          | 1902 |
| Вухань австрійський         | Plecotus austriacus            | 1829 |

### Г
| Українська назва виду          | Латинська назва виду                     | Рік  |
| ------------------------------ | ---------------------------------------- | ---- |
| Гадюка Нікольського            | Vipera nikolskii Vedmederja              | 1986 |
| Галикт луганський              | Halictus (Argalictus) luganicus Blüthgen | 1936 |
| Гоголь                         | Bucephala clangula                       | 1758 |
| Гоплітіс рудий                 | Hoplitis (Megalosmia) fulva              | 1852 |
| Горбань темний                 | Sciaena umbra                            | 1758 |
| Горіхотворка велетенська       | Ibalia rufpes Cresson                    | 1879 |
| Гранарія зернова               | Granaria frumentum                       | 1801 |
| Гребінчастий губань золотистий | Ctenolabrus rupestris                    | 1758 |
| Губань зелений                 | Labrus viridis                           | 1758 |

### Д
| Українська назва виду  | Латинська назва виду                   | Рік  |
| ---------------------- | -------------------------------------- | ---- |
| Дазипода шипоносна     | Dasypoda (Megadasypoda) spinigera Kohl | 1905 |
| Дерихвіст лучний       | Glareola pratincola                    | 1766 |
| Джміль моховий         | Bombus muscorum                        | 1758 |
| Джміль оперезаний      | Bombus (Thoracobombus) zonatus Smith   | 1854 |
| Джміль червонуватий    | Bombus (Megabombus) ruderatus          | 1775 |
| Дибка степова          | Saga pedo                              | 1771 |
| Дисцелія зональна      | Discoelius zonalis                     | 1801 |
| Долерус степовий       | Dolerus ciliatus Konow                 | 1891 |
| Доліхомітус головастий | Dolichomitus cephalotes                | 1859 |
| Дробація банатська     | Drobacia banatica                      | 1838 |
| Дятел білоспинний      | Dendrocopos leucotos                   | 1803 |

### Е
| Українська назва виду | Латинська назва виду          | Рік  |
| --------------------- | ----------------------------- | ---- |
| Евритірея золотиста   | Eurythyrea aurata             | 1776 |
| Евхальція різнобарвна | Euchalcia variabilis          | 1783 |
| Евцера вірменська     | Eucera (Synhalonia) armeniaca | 1878 |
| Ембія реліктова       | Haploembia solieri            | 1842 |

### Ж
| Українська назва виду | Латинська назва виду    | Рік  |
| --------------------- | ----------------------- | ---- |
| Жиряк гладенький      | Liparus laevigatus      | 1834 |
| Жужелиця дама         | Carterus (s. str.) dama | 1792 |
| Жужелиця Шевролата    | Parazuphium chevrolati  | 1833 |
| Жук-олень             | Lucanus cervus cervus   | 1758 |
| Журавель сірий        | Grus grus               | 1758 |

### З
| Українська назва виду | Латинська назва виду        | Рік  |
| --------------------- | --------------------------- | ---- |
| Заєць білий           | Lepus timidus               | 1758 |
| Зеус звичайний        | Zeus faber                  | 1758 |
| Змієїд                | Circaetus gallicus          | 1788 |
| Зубарик чорнолапий    | Merodon nigritarsis Rondani | 1845 |

### І
| Українська назва виду | Латинська назва виду | Рік  |
| --------------------- | -------------------- | ---- |
| Ірис плямистий        | Iris polystictica    | 1846 |

### К
| Українська назва виду                 | Латинська назва виду       | Рік  |
| ------------------------------------- | -------------------------- | ---- |
| Кажан північний                       | Eptesicus nilssonii        | 1839 |
| Кам'яний окунь-зебра                  | Serranus scriba            | 1758 |
| Канюк степовий                        | Buteo rufnus               | 1827 |
| Каптурниця блискуча                   | Cucullia splendida         | 1782 |
| Каптурниця пишна                      | Cucullia magnifca          | 1840 |
| Каптурниця срібляста                  | Cucullia argentina         | 1787 |
| Каптурниця срібна                     | Cucullia argentea          | 1766 |
| Кефаль рамада                         | Liza ramada                | 1827 |
| Ковалик сплощений                     | Neopristilophus depressus  | 1822 |
| Коранус сірий                         | Coranus griseus            | 1790 |
| Короткопера риба-присосок двоплямиста | Diplecogaster bimaculatus  | 1788 |
| Корсак                                | Vulpes corsac              | 1758 |
| Красик понтійський                    | Zygaena sedi               | 1787 |
| Криптохіл кільчастий                  | Cryptocheilus alternatus   | 1845 |
| Криптохіл червонуватий                | Cryptocheilus rubellus     | 1846 |
| Крячок малий                          | Sterna albifrons           | 1764 |
| Ксилокопа звичайна                    | Xylocopa valga Gerstaecker | 1872 |
| Ксилокопа фіолетова                   | Xylocopa violacea          | 1758 |
| Ктир шершенеподібний                  | Asilus crabroniformis      | 1758 |
| Кубіталія чорна                       | Cubitalia morio Friese     | 1911 |
| Кутора мала                           | Neomys anomalus            | 1907 |

### Л
| Українська назва виду  | Латинська назва виду               | Рік  |
| ---------------------- | ---------------------------------- | ---- |
| Лебідь малий           | Cygnus bewickii Yarrell            | 1830 |
| Левкомігус білосніжний | Leucomigus candidatus              | 1771 |
| Лелека чорний          | Ciconia nigra                      | 1758 |
| Лептоюлюс Семенкевича  | Leptojulus semenkevitshi Lohmander | 1928 |
| Ліксус катрановий      | Lixus canescens                    | 1835 |
| Ліометопум звичайний   | Liometopum microcephalum           | 1798 |
| Лунь польовий          | Circus cyaneus                     | 1766 |

### М
| Українська назва виду | Латинська назва виду                        | Рік  |
| --------------------- | ------------------------------------------- | ---- |
| Мантіспа штирійська   | Mantispa styriaca                           | 1761 |
| Мармуровий краб       | Pachygrapsus marmoratus Fabricius           | 1787 |
| Мегалодонт середній   | Megalodontes medius Konow                   | 1897 |
| Мегариса перлата      | Megarhyssa perlata                          | 1791 |
| Мегариса рогохвостова | Megarhyssa superba                          | 1781 |
| Мегахіла Жиро         | Megachile (Xanthosarus) giraudi Gerstaecker | 1869 |
| Мишівка лісова        | Sicista betulina                            | 1779 |
| Могильник             | Aquila heliaca Savigny                      | 1809 |
| Морський кріт         | Upogebia pusilla                            | 1792 |
| Мухоловка звичайна    | Scutigera coleoptrata                       | 1758 |

### Н
| Українська назва виду | Латинська назва виду | Рік  |
| --------------------- | -------------------- | ---- |
| Нерозень              | Anas strepera        | 1758 |
| Нетопир кажановидний  | Hypsugo savii        | 1837 |
| Нічниця Брандта       | Myotis brandtii      | 1845 |
| Носатка-листовидка    | Libythea celtis      | 1782 |

### О
| Українська назва виду | Латинська назва виду | Рік  |
| --------------------- | -------------------- | ---- |
| Ореїна плагіата       | Oreina plagiata      | 1861 |
| Орел-карлик           | Hieraaetus pennatus  | 1788 |
| Орлан-білохвіст       | Haliaeetus albicilla | 1758 |
| Орусус паразитичний   | Orussus abietinus    | 1763 |

### П
| Українська назва виду  | Латинська назва виду           | Рік  |
| ---------------------- | ------------------------------ | ---- |
| Пелекоцера широколоба  | Pelecocera latifrons Loew      | 1856 |
| Перегузня              | Vormela peregusna              | 1770 |
| Перкарина чорноморська | Percarina demidofii Nordmann   | 1840 |
| Підорлик великий       | Aquila clanga Pallas           | 1811 |
| Підорлик малий         | Aquila pomarina                | 1831 |
| Піскара бура           | Callionymus pussilus Delaroche | 1809 |
| Піскара сіра           | Callionymus risso Lesueur      | 1814 |
| Пісочник великий       | Charadrius hiaticula           | 1758 |
| Полівка татранська     | Microtus tatricus              | 1952 |
| Пугач                  | Bubo bubo                      | 1758 |

### Р
| Українська назва виду     | Латинська назва виду        | Рік  |
| ------------------------- | --------------------------- | ---- |
| Риба-присосок європейська | Lepadogaster lepadogaster   | 1788 |
| Риба-присосок товсторила  | Lepadogaster candolii Risso | 1810 |
| Рись                      | Lynx lynx                   | 1758 |
| Рогохвіст-авгур           | Urocerus augur              | 1803 |

### С
| Українська назва виду         | Латинська назва виду           | Рік  |
| ----------------------------- | ------------------------------ | ---- |
| Сапіга-полохрум               | Polochrum repandum Spinola     | 1805 |
| Сапсан                        | Falco peregrinus Tunstall      | 1771 |
| Сатир евксинський             | Pseudochazara euxina           | 1909 |
| Сатир залізний                | Hipparchia statilinus          | 1766 |
| Сатурнія мала                 | Eudia pavonia                  | 1758 |
| Синиця біла                   | Parus cyanus Pallas            | 1770 |
| Сич волохатий                 | Aegolius funereus              | 1758 |
| Сіобла бальзамінова           | Siobla sturmi                  | 1817 |
| Скеляр строкатий              | Monticola saxatilis            | 1766 |
| Скорпіон кримський            | Euscorpius tauricus            | 1838 |
| Сова болотяна                 | Asio fammeus                   | 1763 |
| Сова бородата                 | Strix nebulosa Forster         | 1772 |
| Совка                         | Otus scops                     | 1758 |
| Совка Гайварда                | Divaena haywardi               | 1926 |
| Совка розкішна                | Staurophora celsia             | 1758 |
| Совка трейчке                 | Periphanes treitschkei         | 1835 |
| Сольпуга звичайна             | Galeodes araneoides            | 1772 |
| Сорокопуд сірий               | Lanius excubitor               | 1758 |
| Сорокопуд червоноголовий      | Lanius senator                 | 1758 |
| Ставковик булавоподібний      | Lymnaea clavata Westerlund     | 1885 |
| Ставковик потовщений          | Lymnaea pachyta Westerlund     | 1890 |
| Стафілін волохатий            | Emus hirtus                    | 1758 |
| Стеліс кільчастий             | Stelis (Heterostelis) annulata | 1841 |
| Стиз двокрапковий             | Stizus bipunctatus             | 1856 |
| Стиз смугастий                | Stizus fasciatus               | 1781 |
| Стизоїд тризубий              | Stizoides tridentatus          | 1775 |
| Стрибун Бессера               | Cephalota besseri              | 1826 |
| Стрілка Ліндена               | Erythromma lindenii            | 1840 |
| Стрічкарка велика червона     | Catocala dilecta               | 1808 |
| Стрічкарка диз'юнктивна       | Catocala disjuncta             | 1828 |
| Стрічкарка орденська малинова | Catocala sponsa                | 1767 |
| Стрічкарка червоно-жовта      | Catocala diversa               | 1828 |
| Сфекс жовтокрилий             | Sphex favipennis Fabricius     | 1793 |

### Т
| Українська назва виду       | Латинська назва виду                | Рік  |
| --------------------------- | ----------------------------------- | ---- |
| Тапінома кінбурнська        | Tapinoma kinburni Karawajew         | 1937 |
| Тетрамеза пунктирована      | Tetramesa punctata Zerova           | 1965 |
| Трав'яний краб              | Carcinus aestuarii Nordo            | 1847 |
| Трахуза опушена             | Trachusa (Archianthidium) pubescens | 1872 |
| Тригла жовта                | Chelidonichthys lucerna             | 1758 |
| Турикаспія лінкта           | Turricaspia lincta Milaschevich     | 1908 |
| Турун Менетріє              | Carabus (Carabus) menetriesi        | 1827 |
| Турун печерний Дублянського | Taurocimmerites dublanskii Belousov | 1998 |
| Турун Щеглова               | Carabus (s.str.) stscheglowi        | 1827 |
| Тушканчик великий           | Allactaga jaculus                   | 1788 |

### У
| Українська назва виду | Латинська назва виду              | Рік  |
| --------------------- | --------------------------------- | ---- |
| Умбра звичайна        | Umbra krameri Walbaum             | 1792 |
| Умбріна світла        | Umbrina cirrosa                   | 1758 |
| Урофора Дзєдушицького | Urophora dzieduszyckii Frauenfeld | 1863 |

### Х
| Українська назва виду | Латинська назва виду | Рік  |
| --------------------- | -------------------- | ---- |
| Хондрина вівсяна      | Chondrina avenacea   | 1792 |
| Хондруля Більца       | Chondrula bielzi     | 1890 |
| Хризоліна карпатська  | Chrysolina carpatica |      |

### Ц
| Українська назва виду | Латинська назва виду | Рік  |
| --------------------- | -------------------- | ---- |
| Церцеріс горбкувата   | Cerceris tuberculata | 1787 |

### Ч
| Українська назва виду | Латинська назва виду   | Рік  |
| --------------------- | ---------------------- | ---- |
| Чапля жовта           | Ardeola ralloides      | 1769 |
| Чернь червонодзьоба   | Netta rufna            | 1773 |
| Чоботар               | Recurvirostra avosetta | 1758 |
| Чоп звичайний         | Zingel zingel          | 1766 |
| Чоп малий             | Zingel streber         | 1863 |
| Чорнушка Манто        | Erebia manto           | 1775 |

### Ш
| Українська назва виду | Латинська назва виду | Рік  |
| --------------------- | -------------------- | ---- |
| Шовкопряд Балліона    | Lemonia ballioni     | 1888 |
| Шпак рожевий          | Sturnus roseus       | 1758 |